# Episodi di È arrivata la felicità (prima stagione)
La prima stagione della serie televisiva È arrivata la felicità è stata trasmessa in Italia dall'8 ottobre 2015 in prima serata su Rai 1.
| nº | Titolo                                           | Prima TV Italia  |
| -- | ------------------------------------------------ | ---------------- |
| 1  | Quando ci siamo incontrati (e anche odiati)      | 8 ottobre 2015   |
| 2  | Quando mi hai abbracciata                        | 8 ottobre 2015   |
| 3  | Quando abbiamo stretto il patto                  | 15 ottobre 2015  |
| 4  | Quando ti ho fatto uscire con Nunzia             | 15 ottobre 2015  |
| 5  | Quando non capivo cosa avessi                    | 22 ottobre 2015  |
| 6  | Quando hai raccontato il tuo segreto             | 22 ottobre 2015  |
| 7  | Quando mi hai tirato uno schiaffo                | 29 ottobre 2015  |
| 8  | Quando è tornato Gianluca                        | 29 ottobre 2015  |
| 9  | Quando tu non vedevi i segnali                   | 5 novembre 2015  |
| 10 | Quando abbiamo ballato                           | 5 novembre 2015  |
| 11 | Quando non dovevamo vederci più                  | 12 novembre 2015 |
| 12 | Quando tu hai (finalmente) capito                | 12 novembre 2015 |
| 13 | Quando sei andata all'altare                     | 19 novembre 2015 |
| 14 | Quando ci hanno odiato tanto                     | 19 novembre 2015 |
| 15 | Quando i nostri figli ci hanno fatto la sorpresa | 26 novembre 2015 |
| 16 | Quando non avevi paura di mia moglie             | 26 novembre 2015 |
| 17 | Quando tua moglie è arrivata                     | 1º dicembre 2015 |
| 18 | Quando eravamo più forti di tutto                | 1º dicembre 2015 |
| 19 | Quando abbiamo preso la decisione                | 3 dicembre 2015  |
| 20 | Quando i ragazzi ci hanno detto di sì            | 3 dicembre 2015  |
| 21 | Quando i tuoi capelli si sono arricciati         | 10 dicembre 2015 |
| 22 | Quando sei andato in crisi                       | 10 dicembre 2015 |
| 23 | Quando ci siamo persi                            | 17 dicembre 2015 |
| 24 | Quando è arrivata la felicità                    | 17 dicembre 2015 |

## Quando ci siamo incontrati (e anche odiati)
- Diretto da: Riccardo Milani
- Scritto da: Ivan Cotroneo, Stefano Bises, Monica Rametta

### Trama
Orlando Mieli è un architetto, lasciato solo dalla moglie con due figli da crescere, Umberto, di 15 anni, e Pigi, di 8, e un cane con evidenti disturbi psichici che quando sente un campanello crede che sia la sua padroncina. Orlando, caduto quasi in depressione per l'accaduto, un giorno si reca allo studio dove lavora con il fratello Pietro, che, dopo avergli telefonato, gli ricorda un importantissimo appuntamento che avevano per una casa. Orlando si precipita sul posto, pur con mille imprevisti. Lì Orlando incontra Angelica Camilli, la sua nuova cliente, vedova con due gemelle prossima a risposarsi, per mostrarle la nuova casa. Ma l'appuntamento si rivela un disastro: i due finiscono per litigare e così Angelica decide di cambiare architetto. Pietro, esasperato dalla depressione di Orlando, lo incita a dire basta e per tirarlo su di morale lo invita a cena a casa dei genitori, che tuttavia tutto fanno tranne rincuorare il proprio figlio. Nel frattempo anche Angelica deve fare gli straordinari per placare gli animi dei genitori, che non riescono ad accettare l'unione tra Valeria e Rita. Pietro intanto riesce a convincere Angelica a non cambiare architetto: avverrà un nuovo incontro tra Angelica e Orlando.

## Quando mi hai abbracciata

### Trama
Orlando continua ad avere delle strane visioni della sua ex moglie Claudia. Come fare per liberarsene? Intanto nella coppia di Pietro e Cristiana le cose si fanno bollenti.

## Quando abbiamo stretto il patto
- Diretto da: Riccardo Milani
- Scritto da: Ivan Cotroneo, Stefano Bises, Monica Rametta

### Trama
Dopo aver ascoltato la storia di Orlando, Angelica decide di aiutarlo: la sua è la stessa situazione di quando lei ha perso il marito, anch'esso l'unico amore della sua vita prima di Vittorio. Così gli propone di fare una festa a sorpresa in libreria per Pigi, che l'indomani farà il compleanno. Inoltre approfitta dello scarso rendimento scolastico di Umberto, il figlio maggiore, per fargli dare ripetizioni da Laura. Nel frattempo Pietro accoglie Nunzia, esuberante ed appariscente ex estetista napoletana, scelta come segretaria dello studio Mieli per far scuotere Orlando e spingerlo a ricominciare. Ma Orlando è ancora troppo ossessionato dal ricordo di Claudia, a tal punto da chiamare una notte per 37 volte al suo numero di cellulare utilizzando il telefono del fratello. Questo mobilita la polizia, che arriva nello studio Mieli proprio nel momento in cui Orlando mostra il progetto della casa a Vittorio e Angelica. Intanto Giovanna ha diffuso la notizia nel quartiere che Valeria è vedova e ha perso il marito del bambino che porta in grembo in un incidente stradale. Ciò scatena l'ira di Valeria, che ripaga con la stessa moneta la madre. La festa per Pigi si rivela un successo, e alla fine Orlando e Angelica stringono un patto: lei lo aiuterà a fargli dimenticare Claudia, in cambio lui aiuterà lei a partecipare ad una gara di tango prima del matrimonio.

## Quando ti ho fatto uscire con Nunzia
- Diretto da: Riccardo Milani
- Scritto da: Ivan Cotroneo, Monica Rametta, Stefano Bises

### Trama
Angelica propone ad Orlando delle regole fisse per dimenticare Claudia, e gli consiglia (tramite accordo con Pietro) di uscire a cena con Nunzia. L'uomo è assai timoroso: è stato fidanzato solo ed esclusivamente con la moglie e non è mai uscito cena con un'altra. La donna tuttavia lo rassicura. Di contro, Orlando prende le prime lezioni di ballo dal maestro Diego Armando. Nel frattempo Pigi, in un tema a scuola sulla famiglia, racconta tutto quello che vede e sente, anche le imprecazioni dei nonni sulla madre. Così, per non sembrare cattivi agli occhi del bambino riguardo alla madre, provano ad essere più magnanimi nei confronti di Claudia. Orlando, dopo vari tentennamenti e soprattutto dopo aver sentito Claudia dire ai propri figli di stare vicino al padre abbattuto e triste, prende coraggio e alla fine esce con Nunzia. L'appuntamento è un successo e Orlando e Nunzia si baciano.

## Quando non capivo cosa avessi

### Trama
Diretto da: Riccardo Milani
Scritto da: Stefano Bises, Ivan Cotroneo, Monica Rametta
Orlando sembra affrontare la situazione di Claudia con maggiore serenità dopo aver baciato Nunzia, tanto che sono quasi scomparse le abituali visioni dell'ex moglie. Tuttavia Orlando non sa se quella che ha intrapreso con Nunzia è una storia vera, e ne parla con Angelica, che, prima di affrontare il problema del sesso, gli consiglia di presentare la ragazza ai figli. Francesca viene lasciata dall'ennesimo uomo sbagliato, così, tramite Vittorio, arriva Federico, un pubblicitario scapolo che inizia a farle la corte. Umberto deve preparare con Laura l'interrogazione di matematica, ma si fa suggestionare dal fatto che in classe ci sarà Selvaggia: Laura gli consiglia di ripetere la lezione ad occhi chiusi per non guardarla. Beatrice fa shopping con la nonna, ma si fa prendere un po' troppo la mano comprando un'intera collezione autunno inverno, e sarà quindi costretta dalla madre a restituirla al negozio. Guido e Anna portano Pigi in un campo rom che è in piena manifestazione, ma il bambino sparisce e, dopo essere tornato da solo a casa, decide di non stare più con i nonni. Angelica ha un'idea: affidare il bambino a Beatrice per farlo stare con i cavalli. Uno scambio di cellulari porta ad Angelica e Orlando una serie di equivoci imbarazzanti.

## Quando hai raccontato il tuo segreto

### Trama
Diretto da: Riccardo Milani
Scritto da: Stefano Bises, Ivan Cotroneo, Monica Rametta
Vittorio propone una cena insieme a Orlando e Nunzia, cui partecipano anche Pietro e Cristiana. 

## Quando mi hai tirato uno schiaffo

### Trama
Diretto da: Riccardo Milani
Scritto da: Stefano Bises, Ivan Cotroneo, Monica Rametta
Dopo averlo detto a Vittorio, Angelica rivela il segreto del tango anche alle figlie, che la comprendono e la confortano. Vittorio non sa più se fidarsi di Angelica, che ha paura di essere lasciata a pochi giorni dal matrimonio. L'uomo tuttavia, dopo una confidenza con Orlando che gli racconta come ha scoperto la relazione di Claudia con il tedesco, si ricrede e svele ad Angelica che anche lui ha un segreto: in preda al panico, aveva lasciato sull'altare una ragazza thailandese. I due si promettono di non avere più segreti tra loro. Nel frattempo Orlando ricomincia ad avere le visioni dell'ex moglie. Nunzia scopre di essersi innamorata di Pietro, sempre più insofferente verso la fidanzata. Orlando e Nunzia si lasciano, promettendosi di trovare un giorno la strada della felicità, anche se la ragazza non dice nulla riguardo alla sua infatuazione per il fratello. Pigi, per vendicarsi dei nonni, che lo hanno portato in un campo rom a manifestare, li costringe a mangiare panini del fast food. Rita è alle prese con Valeria, che non si rassegna al fatto che la casa dei suoi sogni è in realtà in vendita e non in affitto. Umberto viene invitato a una festa: per aumentare la sua popolarità nella classe, Laura escogita durante la festa un piano. Orlando dice ad Angelica della fine della sua storia con Nunzia.

## Quando è tornato Gianluca

### Trama
Diretto da: Riccardo Milani
Scritto da: Stefano Bises, Ivan Cotroneo, Monica Rametta
Angelica non riesce a spiegarsi perché è così arrabbiata con Orlando, che prova disperatamente a parlare con lei, ma senza riuscirci. Per Umberto il ritorno a scuola è glorioso: Selvaggia non solo lo saluta, ma gli si siede accanto. Per Pietro e Cristiana invece è arrivato il momento di fare i conti con i travestimenti e con il calo del desiderio. Anche per Nunzia arriva il momento del confessionale. Nunzia si è resa conto di essere innamorata di Pietro e quando arriva in ufficio un abbraccio consolatorio tra i due si trasforma in altro: i due stanno insieme. Per Pietro Cristiana è un ricordo lontano. Orlando raggiunge Angelica in libreria: preso dalla rabbia, Orlando se ne esce dicendo che lei non può capire cosa vuol dire perdere la persona amata all'improvviso. Proprio non pensa a Gianluca e se ne pente subito. Angelica, quindi, decide di raccontargli della morte di suo marito per un aneurisma cerebrale. Vittorio nel frattempo accetta che Francesca scriva un libro sulle sue esperienze di uomo che ha lasciato centinaia di donne. Rita, che scopre che la compagna si è accordata col padre per comprare la casa dei suoi sogni; il fatto di essere stata tagliata fuori l'ha ferita. E così Valeria rinuncia alla casa e all'idea del mutuo. Il padre di Valeria affronta la moglie e le chiede di fare uno sforzo in più per accettarla. In fondo sta arrivando un nipotino. Ma lei è irremovibile. Solo a Gianluca, però, Angelica ha il coraggio di ammettere che si è innamorata di Orlando.

## Quando tu non vedevi i segnali

### Trama
Diretto da: Riccardo Milani
Scritto da: Stefano Bises, Ivan Cotroneo, Monica Rametta
Orlando scopre la relazione tra Pietro e Nunzia e anche Cristiana inizia ad avere i suoi sospetti. Rita e Valeria invece ritirano l'ecografia e scoprono di avere dei dubbi sulla loro relazione.
- Guest star: Rosanna Banfi (Rosa)

## Quando abbiamo ballato

### Trama
Diretto da: Riccardo Milani
Scritto da: Stefano Bises, Ivan Cotroneo, Monica Rametta
Pigi aiuta Bea a conquistare il ragazzo che le piace, Laura intanto coinvolge Umberto nelle sue lezioni di canottaggio. Angelica invece forse rinuncerà al tango.
- Guest star: Rosanna Banfi (madre di Rita)

## Quando non dovevamo vederci più

### Trama
Diretto da: Riccardo Milani
Scritto da: Stefano Bises, Ivan Cotroneo, Monica Rametta
Orlando rimane attonito per le parole di Angelica, che gli ha confessato di essersi innamorata di lui durante la gara di tango, e che gli ha detto di non vedersi più. L'uomo non riesce a comprendere ciò che è successo: lui ha visto Angelica solo come un'amica. Intanto però è lo stesso Orlando che ci comunica che da ben 46 giorni non ha più le visioni dell'ex moglie. Ma dopo un iniziale sussulto di gioia, l'uomo inizia a credere che è grazie ad Angelica e ai bei momenti trascorsi insieme a lei, se la sua ossessione per Claudia è svanita. La conferma arriva quando Orlando, durante una telefonata via Skype con l'ex moglie, parla in maniera molto più rilassata e tranquilla, persino troppa. Inoltre egli prova un gran fastidio quando sente parlare Vittorio, promesso sposo di Angelica, del suo rapporto con lei. Angelica è confusa: da un lato vorrebbe sposarsi con Vittorio, dall'altro vorrebbe che Orlando si facesse avanti. Alla fine Orlando rompe il patto e, con un solo sguardo, capisce di essersi innamorato di Angelica. Nel frattempo, Giovanna gode del fatto che Valeria e Rita si siano separate, e riaccoglie la figlia a casa sua. In Umberto si accende la gelosia quando Laura gli preannuncia l'arrivo di suo cugino Gianpiero da Londra. Pietro è ancora ossessionato da Nunzia, e assume un altro stagista, Franchetti, per cercare di dimenticarla. Pigi adotta un metodo infallibile per far avvicinare Beatrice e il ragazzo di cui è innamorata.

## Quando tu hai (finalmente) capito

### Trama
Diretto da: Riccardo Milani
Scritto da: Stefano Bises, Ivan Cotroneo, Monica Rametta
Orlando e Pietro, Angelica e Valeria. I fratelli Mieli e Camilli vivono una grande crisi d'amore. I primi due, per fuggire da Angelica e Nunzia, si rifugiano insieme a Pigi e Umberto alla casa di montagna dei loro genitori; Valeria è sempre più depressa per la momentanea separazione con Rita mentre Angelica, ormai alla vigilia del matrimonio con Vittorio, cerca in ogni modo di superare la sua "sbandata" per Orlando. La stessa Angelica tuttavia si dimentica in un taxi l'abito da sposa, cosa che la getta nuovamente in enorme ansia e preoccupazione. Sembra proprio che la donna non riesca a dimenticarsi di Orlando. Ci penserà tuttavia Gianluca, apparso in sogno ad Orlando, a spingere l'architetto a non rendere infelice Angelica sposando Vittorio e a irrompere al matrimonio per dichiarare i suoi veri sentimenti. Orlando sta arrivando.

## Quando sei andata all'altare

### Trama
Diretto da: Riccardo Milani
Scritto da: Stefano Bises, Ivan Cotroneo, Monica Rametta
Ecco il grande giorno, il giorno del matrimonio di Angelica. L'apparente tranquillità e felicità della promessa sposa preoccupa Francesca, ma c'è la felicità di Giovanna e delle gemelle, che non devono sapere nulla. Il risveglio di Umberto, invece, è tutt'altro che felice: non trovando l'auto del padre ha capito che sta per irrompere in chiesa per dichiararsi ad Angelica. Nunzia confida a Pigi che suo padre non sta facendo nulla di male: vuole soltanto ritrovare la propria felicità, pertanto, mettendosi alla guida per raggiungere Orlando, insieme a Pietro, Pigi e Umberto, fa di tutto per rallentare e non farcela. Durante il cammino tuttavia la sfortuna di Pietro vuole che si imbatta in Cristiana, che lo segue dopo non aver avuto spiegazioni convincenti dall'uomo. Dall'altra parte, mentre Vittorio è nervoso, Rita si presenta al matrimonio per riconciliarsi con Valeria. Orlando, dopo mille peripezie, e dopo essere stato addirittura scortato da una moto della polizia per essere lasciato passare, arriva a destinazione. Orlando, lasciato a piedi dall'auto, è costretto a correre prima che il matrimonio inizi. In chiesa il cerimoniale è già cominciato, e Angelica e Vittorio stanno per pronunciare il fatidico sì. Angelica, alla domanda del celebrante, rimane per un attimo interdetta, poi guarda Gianluca.

## Quando ci hanno odiato tanto

### Trama
Diretto da: Riccardo Milani
Scritto da: Stefano Bises, Ivan Cotroneo, Monica Rametta
Angelica e Orlando devono fare i conti con la loro famiglia. C’è grande confusione e anche tra le gemelle nasce un problema: Bea sembra aver messo gli occhi su Umberto.

## Quando i nostri figli ci hanno fatto la sorpresa

### Trama
Diretto da: Riccardo Milani
Scritto da: Stefano Bises, Ivan Cotroneo, Monica Rametta
Orlando e Angelica vogliono organizzare una cena per riunire le loro famiglie e annunciare il loro amore. Vorrebbe farlo anche Laura, fidanzatasi da poco con Umberto, nonostante quest'ultimo sia restio dopo avere fatto l'amore con Bea; proprio Bea dice a Umberto di tenere alla gemella il segreto su ciò che è successo tra di loro. Giovanna accetta di venire alla cena, dove ci sono anche Orlando, Rita e Valeria. Pietro dice alla madre di essersi lasciato con Cristiana e di uscire con una donna che lavora nel campo dell'estetica. Anna fraintende con l'estetica in campo filosofico, credendo Nunzia una donna colta e brillante. Si ricrede quando la incontrerà poco dopo in un ascensore e quando la sera stessa la conosce durante la cena da Orlando e Angelica. Questi ultimi, dopo l'annuncio che anche i loro figli si sono messi insieme, li avvertono dei pericoli e delle conseguenze che un eventuale fine della loro relazione può portare all'interno della famiglia. Ma le sorprese non sono finite: Claudia, l'ex moglie di Orlando, sta per tornare a Roma per qualche giorno.

## Quando non avevi paura di mia moglie

### Trama
Diretto da: Riccardo Milani
Scritto da: Stefano Bises, Ivan Cotroneo, Monica Rametta
Claudia ritorna a Roma per qualche giorno, ma Orlando non si scompone più di tanto. Sono i suoi figli invece ad essere preoccupati, soprattutto Pigi, che ha paura che il padre possa soffrire ancora. Ed è preoccupata anche la stessa Angelica quando Orlando le dice di avere ospitato l'ex moglie a casa fino a quando non riparte mentre lui andrà in studio a dormire. Guido e Anna, convinti che Pietro stia con Nunzia solo per sesso, aiutano Cristiana per riconquistarlo; Pietro si arrabbia con i genitori, e piomba nell'associazione che presiedono dicendo loro che ama Nunzia. Francesca scuote Vittorio, ormai barricato in quella che avrebbe dovuto essere casa sua e di Angelica. Laura non sta più nella pelle: vuole fare l'amore con Umberto, ignara tuttavia che il giovane Mieli in realtà lo abbia già fatto con sua sorella Bea, che nel frattempo si riavvicina a Marco e lo bacia. Umberto, colto tuttavia da senso di colpa, rivela tutto a Laura, che lo sbatte fuori di casa e tronca la loro relazione. Claudia immaginava un ritorno diverso nella propria casa, invece si stupisce nel trovare un Orlando rinato e che cucina la cena.

## Quando tua moglie è arrivata

### Trama
Diretto da: Riccardo Milani
Scritto da: Stefano Bises, Ivan Cotroneo, Monica Rametta
Valeria trova il coraggio di affrontare sua madre e Giovanna prende una decisione. Umberto cerca intanto di riconquistare Laura, anche grazie all’aiuto del piccolo Pigi.

## Quando eravamo più forti di tutto

### Trama
Diretto da: Riccardo Milani
Scritto da: Stefano Bises, Ivan Cotroneo, Monica Rametta
Valeria prende coraggio e chiama la madre dicendole di essere molto delusa da lei per il fatto che non la sta aiutando durante la gravidanza perché contraria alla sua storia d'amore omosessuale e che per questo si sta perdendo, da futura nonna, momenti bellissimi e indimenticabili. Giovanna, dopo essersi confessata da un sacerdote, che la sprona ad aprire le porte a tutti, cerca di dare una chance a Rita invitando lei e Valeria a cena. Con l'aiuto di Pigi, Umberto riesce a riconquistare Laura, che tuttavia si prende un'ultima soddisfazione sulla gemella facendola lasciare con Marco. Intanto la cena fra la coppia formata da Angelica e Orlando e quella dell'ex moglie Claudia con Gustav non è andata per il verso giusto: l'architetto, messo alle corde da Gustav, ha ammesso che in passato lo aveva investito per vendicarsi ma pare che ora il tedesco l'abbia perdonato. Fuori dal ristorante Claudia ammette di provare ancora qualcosa per l'ex marito, poi lo bacia e se ne va lasciando di stucco il povero Orlando che durante la cena aveva ammesso il suo grande amore per Angelica. Nel frattempo Valeria è a cena a casa dei genitori e ha delle contrazioni: bisogna quindi correre all'ospedale.
- Guest star: Rosanna Banfi (madre di Rita)

## Quando abbiamo preso la decisione

### Trama
Diretto da: Riccardo Milani
Scritto da: Stefano Bises, Ivan Cotroneo, Monica Rametta
Valeria sta per partorire, e tutti sono in apprensione. Arrivano anche Orlando e Angelica che per aiutare Rita che non viene fatta entrare in sala parto, cercano di rintracciare la loro ginecologa per farla autorizzare. Alla fine dopo che Rita viene fatta entrare il bambino nasce e viene chiamato Giuseppe, come suo nonno. L'unica che sembra non essere entusiasta è Giovanna, che non riesce ad accettare la situazione della propria figlia. Giuseppe stanco del comportamento della moglie, decide di andare via di casa e farsi ospitare da Rita. Francesca consiglia a Vittorio di affittare la villa ad Angelica e Orlando per tagliare definitivamente i ponti con il passato; in fondo quella casa non ha mai simboleggiato l'amore di Vittorio e Angelica, ma quella tra quest'ultima e Orlando. Pigi deve recitare Romeo in uno spettacolo teatrale della scuola; Orlando, pur di accontentare il figlio, è disposto a tutto, anche ad impersonare lui Giulietta. Gustav capisce che Claudia sta pensando ancora ad Orlando, pertanto decide di tornare ad Amburgo e dice alla donna che se vuole ancora stare con lui in Germania deve avere le idee chiare.

## Quando i ragazzi ci hanno detto di sì

### Trama
Diretto da: Riccardo Milani
Scritto da: Stefano Bises, Ivan Cotroneo, Monica Rametta
Orlando e Angelica, dopo la proposta di Vittorio, hanno deciso di andare a vivere insieme, ma non sanno come affrontare l'argomento ai figli. Bea, su proposta del piccolo ma saggio Pigi, tenta di riconquistare Marco, cercando di fargli capire che non è una solita cotta, anche se invano. L'ex fidanzato di Nunzia, Tony Baby, esce dal carcere e va a trovare Nunzia a casa sua. Francesca sente da qualche tempo una musica romantica che le ronza in mente; capisce di essere innamorata di Vittorio. Giuseppe è a casa di Rita, ma la convivenza di quest'ultima con il suocero non è facile. Dopo avere appreso dai rispettivi genitori la loro volontà di provare a convivere, Pigi, Umberto, Laura e Bea prendono tempo e visitano di nascosto la villa. Alla fine i ragazzi acconsentiranno. Claudia ritrova delle vecchie videocassette, con la sua famiglia riunita e felice. La donna dirà ad Orlando di essere ancora innamorata di lui, e gli chiederà di lasciare tutto alle spalle dandole una seconda possibilità. Il bambino di Valeria e Rita, Giuseppe, ha una complicazione cardiaca e dovrà subire un intervento chirurgico.

## Quando i tuoi capelli si sono arricciati
Trama
Diretto da: Riccardo Milani
Scritto da: Stefano Bises, Ivan Cotroneo, Monica Rametta
Il piccolo Giuseppe deve essere operato alla valvola mitralica. Valeria fa promettere a Rita, Angelica e al padre che la madre non saprà niente. Alla fine, sarà proprio il marito a dire a Giovanna la verità e a farle capire quanto lei sia meschina. Nunzia e Tony si incontrano e lei gli dice che ha un altro e di lasciarla stare. Lui cerca di capire di chi si tratta e pensa che si tratti di Orlando così gli ruba le ruote dell'auto. Nunzia poi sistema tutto, manda via Tony e dice tutto a Pietro.
Angelica invece sembra serena: ha scoperto che l'ultima volta che le si sono arricciati i capelli è stato quando aspettava le gemelle.

## Quando sei andato in crisi

### Trama
Diretto da: Riccardo Milani
Scritto da: Stefano Bises, Ivan Cotroneo, Monica Rametta
Angelica cerca il modo di confidare la novità a Orlando, quando lui le confessa di essere turbato dal ritorno di Claudia. Umberto intanto trova un test di gravidanza e va nel panico, sospettando che sia di Bea.

## Quando ci siamo persi

### Trama
Diretto da: Riccardo Milani
Scritto da: Stefano Bises, Ivan Cotroneo, Monica Rametta
Tony Baby minaccia Nunzia per convincerla a tornare da lui. Umberto, Laura e Bea capiscono invece di chi è il test di gravidanza, ma le cose si stanno mettendo male per Orlando e Angelica.

## Quando è arrivata la felicità

### Trama
Diretto da: Riccardo Milani
Scritto da: Stefano Bises, Ivan Cotroneo, Monica Rametta

Orlando prova a ricomporre la sua famiglia con Claudia. Parlando con i suoi figli però, si chiede se è davvero quello che vuole. E Angelica intanto prepara una gara di tango.